# 龙高镇
龙高镇，是中华人民共和国陕西省咸陽市彬州市下辖的一个乡镇级行政单位。
2015年，陕西省民政厅批复同意撤销香庙镇，并入龙高镇。

## 行政区划
龙高镇下辖以下地区：
高村、龙马村、梁家村、甘池村、金池村、土陵村、新峙村、徐家村、顷家村、太盘村、胡同村、富仁村、老户村、杨贾村、星联村、南武村、香庙村、年家塬村、冯家村、方里村、坡头村、上新庄村、庄农村、太宁村、塬边村、井村、北芦村、芦村河村和南芦村。